# Větrný mlýn (Kořenec)
Větrný mlýn holandského typu se nachází v obci Kořenec v okrese Blansko v Jihomoravském kraji. V roce 1964 byl mlýn zapsán do Ústředního seznamu kulturních památek ČR.

## Historie
Větrný mlýn postavil v roce 1866 Jakub Veselý, tehdejší starosta obce. Mlýn se nachází jižně od středu obce na kopci Kořenec v nadmořské výšce 620 m v Drahanské vrchovině. Byl funkční až do roku 1950 za posledního mlynáře Josefa Pokorného. V roce 1953 byla opravena střecha. V roce 1967 byl mlýn prodán a využíván jako rekreační objekt. V roce 1972 a 1995 byl rekonstruován. V roce 1944 bylo vichřicí zničeno větrné kolo o šesti křídlech, později nahrazeno pouze čtyřmi křídly. Po roce 1953 zničené větrné kolo nebylo opraveno. Mlýn byl vybaven naftovým motorem pro mletí za bezvětří. V roce 1950 navštívil mlýn malíř Otakar Kubín.

## Popis
Větrný mlýn je třípodlažní válcová omítaná zděná stavba holandského typu postavená z lomového kamene na kruhovém půdorysu. Okna nepravidelně umístěná. Stavba je zakončena kuželovou střechou krytou šindelem. Otáčivá střecha má vikýř z něhož trčí hřídel dříve šesti lopatkového větrného kola. Vchod do mlýna je pravoúhlý s rovným překladem, ve zdech jsou proražena okna. Stropy pater jsou dřevěné z trámů se záklopem z fošen. Taktéž schodiště je dřevěné z fošen. Uvnitř je zachovalé technické zařízení o jednom složení s dolním náhonem. Dřevěná šest metrů dlouhá svislá hřídel, palečné kolo o průměru 2,6 m s 90 palci, mlecí složení s lubem, násypným košem a kompletním holendrem k omílání ječmene na kroupy. Mlecí kámen (běhoun) o průměru 1,05 metrů a výšce 0,30 metrů, který při obvodové rychlosti 3,5 m/s dosahoval 64 otáček za minutu. Dolní kámen (spodek) měl průměr 1,10 metrů a výšku 0,26 metrů.
Mlýn byl schopen za 24 hodin semlít 10 q žita nebo 5 q ječmene na kroupy nebo sešrotovat 96 q obilí.
| půdorys průměr [m] | výška [m] | výška [m] | výška [m] | převod soustrojí    | zdroj             |
| ------------------ | --------- | --------- | --------- | ------------------- | ----------------- |
| půdorys průměr [m] | celková   | zeď       | střecha   | 6,42 × (2,16× + 3×) | [ 2 ] [ 8 ] [ 6 ] |
| 9,03               | 10,2      | 6,95      | 3,3       | 6,42 × (2,16× + 3×) | [ 2 ] [ 8 ] [ 6 ] |

## Majitelé mlýna
- 1866–1905 Jakub Veselý
- od roku 1874 nájemce mlynář Baldík z Velenovic
- 1905–1925 Josef a Josefa Popelářovi
- 1925–1967 Josef Pokorný a jeho rodina
- od 1967 rodina Doubkových